# 중성자-4
중성자-4 또는 테트라뉴트론(tetraneutron)은 4개의 중성자로 이루어진 가상의 안정한 핵이다. 이 입자핵의 존재는 현대 핵물리학의 힘 모델로는 설명이 되지 않는다. 이 입자는 2001년 프란시스코 미겔 마르케스와 동료팀이 캉의 GAINL(Grand Accélérateur National d'Ions Lourds)에서 베릴륨과 리튬 핵 충돌 실험 도중 입자가 존재함을 암시하는 몇몇 증거를 발견했다. 하지만 이후 다시 이 입자를 관찰하려는 시도는 실패하였다.

## 마르퀴에의 실험
마르퀴에 실험팀은 여타 입자 가속기 실험처럼 탄소 타겟을 향해 원자핵을 발사하고 충돌로 흩뿌려지는 입자들을 관측했다. 이 실험에서는 탄소판에 베릴륨-14, 베릴륨-15, 리튬-11을 쏘았으며 실험값 대부분은 베릴륨-14에서 쏜 것에 나왔다. 이 베릴륨 동위원소는 핵에 중성자 4개를 가지고 있으며, 탄소 타겟과 고속충돌시 쉽게 핵이 분열되는 특성을 가지고 있었다. 현대의 원자핵 모델에서는 베릴륨-10이 생성되며 독립된 중성자 4개가 나와야 한다고 예측했으나, 실제 실험 결과 베릴륨-10이 만들어지면서 나온 핵분열 생성물 입자가 단 하나만 나왔다. 이는 중성자 4개가 결합된 입자, 중성자-4임을 암시하는 것이었다.

## 마르퀴에의 실험 이후
마르퀴에의 실험을 검증하기 위한 후속 실험에서는 원래 마르퀴에가 했던 실험 결과 분석의 일부에 오류가 있다는 주장이 나왔으며, 다른 방법으로 중성자-4를 검출하려는 시도는 실패하였다. 하지만, 안정된 중성자-4가 실제로 존재함이 확인할 경우 현대의 원자핵 모델은 대폭 수정해야 한다. 이에 대한 대체 모델 중 하나는 베르툴라니와 젤레빈스키가 만든 모델로 이들은 실제로 중성자-4가 존재할 경우 두 다이뉴트론(중성자-2) 분자가 결합되어 있는 형태일 것이라고 제안했다. 그러나, 중성자가 여러 개 결합된 입자들 사이에 일어날 수 있는 상호작용을 모델링하러는 시도는 실패했으며 다른 연구자들은 "많은 해밀토니안에 대한 기타 여러 성공적인 가정들을 전부 다 인정하지 않고서는 단순히 중성자-4가 묶일 수 있는 현대 핵물리학 교체 모델은 존재해 보이지 않는다. 이말은, 실제로 중성자-4가 안정된 채 존재할 수 있음이 증명되면 핵물리학에 대한 우리의 이해는 근본부터 바뀌어야 한다는 것을 의미한다"라고 말했다.
2016년, 일본 이화학연구소의 연구진들은 중성자-4가 공진 상태로 존재할 수 있다는 증거를 보였다. 이 연구팀은 양성자 2개, 중성자 2개를 가진 헬륨-4 액체를 타겟으로 양성자 2개, 중성자 6개를 가진 헬륨-6을 쏘았다. 여기서 때때로 충돌시 양성자 4개, 중성자 4개를 가진 베릴륨-8 핵을 만들어냈으며 나머지 중성자 4개의 존재는 확인되지 않았다. 이를 통해 중성자 4개가 결합된 핵이 만들어지면 10−21초 내에 다른 입자로 붕괴될 것임을 계산했다.

## 같이 보기
- 뉴트로늄